# مهرجان ربيع سبيطلة الدولي
مهرجان ربيع سبيطلة الدولي مهرجان موسيقي، ثقافي تحتفل به مدينة سبيطلة سنويا منذ سنة 2000 وتنتظم فعالياته من 30 أبريل إلى 3 ماي.

## التاريخ
ويعرف الشاعر عدنان الهلالي مدير ومؤسس مهرجان سبيطلة الدولي على أنه مهرجان أسسه شبّان المدينة حبّا في مدينتهم العريقة، سفيطلة القلعة الغابرة التي كاد يطويها النسيان في العهود الماضية رغم أنها كانت بوابة الفتح العربي الإسلامي في شمال إفريقيا ومنها دخل العبادلة السبعة إلى بلاد البربر التي كان يحتلها الروم سنة 647 ميلادية، هو فكرة لتكريم مدينتنا الجميلة تطورت إلى مهرجان له شخصيته وطابعه الخاصّان.
و يضيف نفس المصدر أن ربيع سبيطلة تظاهرة ثقافية بالأساس بعيدا عن الابتذال والحشو ولم يختص المهرجان في مجال فني معيّن كالمسرح أو الموسيقى أو السينما مثلا، فإنه جعل محورا لكل دورة. الدورة العاشرة خصّصت للحوار حول السينما العربية من خلال ندوة السينما العربية الجديدة خاصة وأنّ 2010 هي سنة الفن السابع في تونس كما كانت الدورة الفارطة مركزة حول المسرح وكانت ضيفة الشرف سيّدة المسرح العربي سميحة أيوب، أردنا ان نجعل من مهرجاننا ركحا لتكريم عمالقة الإبداع العربي كمحمود ياسين ومحمود المسعدي، هذا فضلا عن جانب الفرجة الذي تحتضنه الآثار.

## الدورة الأخيرة
افتتح المهرجان دورته الثالثة عشر بمبادرة متميزة وفريدة من نوعها، حيث تم تنظيم مسيرة الزهور لتجوب شارع الحبيب بورقيبة في أجواء احتفالية محملة بالزهور. وشارك في المسيرة التي تم تنظيمها يوم 30 مارس 2014 العديد من الممثلين والفنانين وممثلين عن المجتمع المدني من تونس وأجانب من سوريا، الجزائر وروسيا. يهدف تنظيم هذه التظاهرة إلى نشر الحب والسلام بين المواطنين وتوحيد صفوف أبناء الجهات وتجاوز الاختلافات الايديولوجية والمجتمعية حسب ما أكد عدنان الهلالي.

### مسيرة الزهور
في بادرة هي الأولى من نوعها اختار مهرجان ربيع سبيطلة الدولي ان يفتتح عودته للانعقاد بعد الثورة بتظاهرة انتظمت الأحد 30 مارس 2014 بشارع الجبيب بورقيبة بالعاصمة تحمل عنوان مسيرة الزهور, وشارك العديد من الممثلين والفنانين وممثلين عن المجتمع المدني من تونس وأجانب من سوريا، الجزائر وروسيا. يهدف تنظيم هذه التظاهرة إلى نشر الحب والسلام بين المواطنين وتوحيد صفوف أبناء الجهات وتجاوز الاختلافات الايديولوجية والمجتمعية حسب ما أكد عدنان الهلالي.
تتمثل فعاليات التظاهرة في كساء الساعة الكبيرة بالأزهار وإكليل جبل الشعانبي ونتظيم معرض ضخم عن آثار سبيطلة أخذ مساحة كبيرة من الشارع لتقديم مجموعة هامة من اللوحات التشكيلية. مع العلم أن ربيع سبيطلة يتزامن مع مرور مائة وخمسين سنة على ميلاد الزعيم علي بن غذاهم وفردت هيئة المهرجان جانبا من فقراتها لإحياء هذه الذكرى.
بالرغم من رفض وزيرة السياحة أمال كربول دعم المهرجان في دورتة الحالية، إلا أنه لاقى نجاحا كبيرا خاصة بفضل مسيرة الزهور التي إفتُتح بها المهرجان.